# BLUES (SOUL'd OUTの曲)
BLUES（ブルース）は、SOUL'd OUTの7thシングルである。2004年11月3日に発売。

## 概要
- シングル作品では初めて通常のCD規格で発売された（前作まではレーベルゲートCDで発売されていた）。
- デビュー前に既に制作されていた曲で、2003年にリリースしようとしていたが、デビュー1年目でバラードはよくないということからリリースが見送られていた曲。
- 【初回生産限定】カップリング1曲収録、ジャケット別絵柄。
- デビュー前に参加したコンピレーションアルバム『SWEET LOVERS TALKING VOL.1』に「BLUES feat.KANAMI」というTHC!!のKANAMI（現：KANA）を加えた別バージョンが存在する。

## 収録曲
1. BLUES (4:58)
（作詞：Diggy-MO'，Bro.Hi　作曲：Diggy-MO'，Shinnosuke　編曲：Shinnosuke）
2. BLUES "hbs"Night in blue shift Remix feat.DJ TARO (5:33)
（作詞：Diggy-MO'，Bro.Hi　作曲：Diggy-MO'，Shinnosuke　編曲：DJ TARO）
3. BLUES R.Yamaki's Groove Mix (5:52)
（作詞：Diggy-MO'，Bro.Hi　作曲：Diggy-MO'，Shinnosuke　編曲：Ryuichiro Yamaki）

## 収録曲 (初回生産限定盤)
1. BLUES (4:58)
2. BLUES "hbs"Night in blue shift Remix feat.DJ TARO (5:33)
3. BLUES R.Yamaki's Groove Mix (5:51)
4. Gift Muzic (9:57) 
（作詞：Diggy-MO'，Bro.Hi　作曲：Diggy-MO'，Shinnosuke）
今までに発表した曲を切り合せたリミックス作品で9分56秒の長さがあり、曲の最後には当時未発表だった「To All Tha Dreamers」もわずかに収録されている。

## 収録アルバム
- To All Tha Dreamers（#1、表記はないがアルバムバージョン）
- Movies&Remixies 2（#1）
- Single Collection（#1）

## タイアップ
TBS系「天才!トコロ店」2004年10～11月度エンディングテーマ